# Zlatý slitek

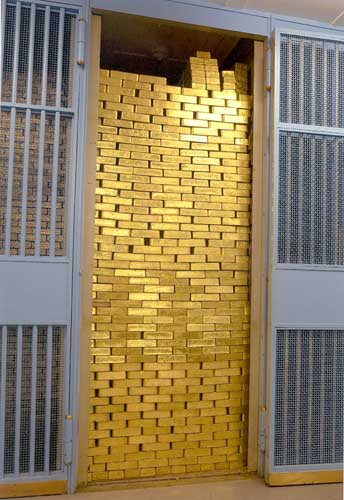
Trezor, NYC

Zlatý slitek je označení pro formu investičního zlata ve fyzické formě. Kromě slitků se vyrábějí také zlaté mince.
Slitky se vyrábějí z ryzího zlata, tj. zlata ryzosti minimálně 999/1000. Investování do fyzického zlata vysoké ryzosti je v celé Evropské unii osvobozeno od DPH.
Zlaté slitky jsou vyráběny mnoha výrobci po celém světě. Mezi světově nejznámější a také nejrozšířenější v ČR patří Argor-Heraeus, Metalor nebo PAMP.

## Parametry zlatých slitků

### Hmotnost
Základní jednotka hmotnosti, se kterou se obchoduje na světových burzách, u zlatých slitků je jedna trojská unce (1 oz). V přepočtu na gramy je to přesně 31,1 g, což odpovídá jednotce British Imperial troy ounce. Zlaté slitky o váze jedné trojské unce jsou mezi investory nejoblíbenější.
Nejčastějšími jsou zlaté slitky o hmotnostech 1 g, 2 g, 5 g, 10 g, 20 g, 1 oz (troyská unce), 50 g, 100 g, 200 g, 500 g, 1 kg. Slitky do hmotnosti 50 g jsou obyčejně ražené, těžší slitky jsou lité.

### Ryzost
Ryzost se u zlatých slitků udává v tisícinách. Například ryzost 999,9/1000 odpovídá čistému zlatu s minimem příměsí – tj. slitek o hmotnosti 1 kg obsahuje 999,9 g zlata a 0,1 g příměsí.

### Cena
Hlavní článek: Zlato
Prodejní cena investičních slitků se odvozuje od ceny na London Bullion Market. Aktuální cena zlata na komoditní burze platí vždy pro objem jednoho obchodu o minimálním množství 1000 trojských uncí, tj. 31,10 kg.